# Havel
La Havel (pronuncia hàfel) è un fiume che scorre nella Germania nordorientale. Dopo la Sprea, è il fiume più importante che attraversa la città di Berlino.

## Corso
La Havel nasce nei pressi di Ankershagen, nel Meclemburgo-Pomerania Anteriore. Attraversa il Brandeburgo, la parte occidentale della città di Berlino e sfocia nell'Elba nei pressi di Havelberg, in Sassonia-Anhalt. Scorre dapprima verso sud, poi verso ovest, e infine verso nord, formando numerosi laghi, tra i quali il Tegeler See e il Großer Wannsee, all'interno del territorio del comune di Berlino. Il dislivello tra la sorgente e la foce, che in linea d'aria distano 94 km, è di soli 40 metri: da 62,6 metri a 22. Sui 325 km del suo corso, 285 si trovano nel Brandeburgo, e per lo più sono navigabili.
La Havel è il terzo maggior affluente del fiume Elba (dopo la Moldava e la Saale), e il più lungo tra gli affluenti di destra. Il maggior affluente della Havel è la Sprea, che alla foce ha una portata d'acqua di gran lunga superiore a quella dello stesso Havel (38 m³/s contro 15 m³/s) e una lunghezza complessiva maggiore (380 km). Grazie ai laghi che attraversa nel suo corso (come il Wannsee), la Havel non ha periodi di secca, benché le sue acque servano per alimentare un gran numero di canali. Rare sono le piene pericolose, determinate per lo più dal riflusso delle acque in caso di piena dell'Elba.

## Città attraversate
- Berlino
- Potsdam
- Wesenberg
- Fürstenberg
- Zehdenick
- Oranienburg
- Werder
- Brandeburgo sulla Havel
- Rathenow